# Кастро, Лусиано
Лусиа́но Ка́стро (исп. Luciano Castro; род. 16 марта 1975, Буэнос-Айрес) — аргентинский актёр.

## Биография
Родился в Буэнос-Айресе, Аргентина. Его отец был вратарем клуба «Атлетико Чакарита Хуниорс». Перед тем, как посвятить себя актёрской деятельности, Кастро профессионально занимался футболом. С 16 лет — боксом. Впервые его участие на телевидение произошло в 17 лет в передаче для подростков «Jjugate conmigo» под руководством Криса Морена. У Лусиано есть сын Матео.

## Творчество

### Телевидение
- Jugate conmigo (1991/1992)
- Life College (1994)
- ¡Hola Papi! (1995)
- Montaña rusa, otra vuelta (1995)
- Chiquititas (1995)
- Como pan caliente (1996)
- R.R.D.T. (1997)
- Campeones de la vida (1999)
- PH (2001)
- Durmiendo con mi jefe (2003)
- Los Roldán (2004)
- El tiempo no para (2006)
- Лалола (2007)
- Amanda O (2008—2009)
- Alguien que me quiera (в производстве)
- Valientes (2009)

### Театр
- Lo de la Susy (2002)
- Lo que habló el pescado (2004)
- Rita, la salvaje (2005)
- Hipólito y Fedra (2005)
- Jackie (2008)

### Кино
- Toda la gente sola (2009)

## Премии
- Martín Fierro 2007: Лучший комедийный актёр.